# 回力鏢世代
回力鏢世代（英語：Boomerang Generation）是指一種於1990年代後所出現的社會现象下的年青人。傳統上，父母皆寄望子女於長大後獨立成立自己的家庭，惟於1990年代開始湧現了所謂的回力鏢世代，就是指出子女面對經濟環境差劣、失業率高及樓價高企等不利因素，為了節省住屋及生活費用，日本及歐美等地區有愈來愈多子女傾向紛紛像回力鏢般「歸巢」，回巢與父母一同居住，部分更在生活上完全地依賴父母的經濟支持。
子女於成年後仍然與雙親同住的情況，如果父母擁有經濟能力，尤其是亞洲的家庭觀念比較重視，多不介意子女「歸巢」，但若子女一直長期於經濟上依賴父母，則亦會令父母的生活受到影響，有些父母需為此而延後退休計劃。惟歐美的父母多不認同對家中支援過度依賴的子女，也有部分父母會向子女收取房租，或者令其子女必須承擔水、電及煤氣等開銷費用，甚至可能設立遷出期限；在意大利，就曾經有數起父母因此控告子女的例子。

## 香港
在香港，成年子女與父母一同居住的數目於2000年代開始逐年遞增，於2011年與父母一同居住的25至34歲青年人由2001年的39.7%上升至45.9%。

## 日本
1990年代開始，在日本有愈來愈多年青人不願意成家獨立，成為與父母同住的單身人士，在父母的呵護及問題下，失去了改善就業機會及增加收入的決心，隨着子女年紀漸長，其社會競爭力下降，成為了於中年時期，仍然完全依靠年邁的父母的經濟支持。於2010年，16.1%的35至44歲的未婚日本人與父母一同居住，遠高於1990年的5.7%。
在日本，此種情況的問題愈趨嚴重，由於父母不設底綫地於經濟支援，使得子女不願意面對成長獨立後所需要負責的責任，只顧及眼前享樂，新一代大多寧願只做兼職賺取外快，亦不進修，已經成為了日本社會的重要議題。

## 美國
在美國，與父母一同居住的成年子女於2010年的人數高達1580萬，比較2006年大幅度地增加了120萬。

## 意大利
意大利的年青人失業問題嚴重，高達約1/3的成年人仍然與父母一同居住，意大利政府於2009年提議立法，強制子女在18歲成年後必須離開家庭自主獨立，冀期可以改變此現象，但是最終因為公眾反對而未通過。曾經有一對父母不滿意其41歲的兒子有工作，但是拒絕離開家庭獨立生活，還要父母替其洗衣服及煮飯，結果向兒子發送律師信，要求他於6日內離開，否則對簿公堂。

## 相關參見
- 尼特族
- Y世代